# Avusrennen 1937
L'Avusrennen 1937 est un Grand Prix qui s'est tenu sur le circuit de l'Avus le 30 mai 1937.

## Résultats de la première manche

### Grille de départ
| 1re ligne | Pos. 2                                | Pos. 1                             |
| --------- | ------------------------------------- | ---------------------------------- |
|           | Caracciola Mercedes-Benz 4 min 15 s 2 | Rosemeyer Auto Union 4 min 9 s 2   |
| 2e ligne  | Pos. 4                                | Pos. 3                             |
|           | Seaman Mercedes-Benz 4 min 29 s 4     | Von Delius Auto Union 4 min 25 s 2 |
| 3e ligne  | Pos. 6                                | Pos. 5                             |
|           | Balestrero Alfa Romeo                 | *                                  |

Note :
* L'italien Goffredo Zehender devant s'élancer en cinquième position sur Mercedes-Benz ne prend pas le départ car sa voiture n'est pas prête.

## Classement de la course
En gras, les pilotes qualifiés pour la manche finale. Les autres pilotes vont à la manche de repêchage.
| Pos | no | Pilote            | Écurie          | Châssis                                    | Tours | Temps/Abandon     | Grille |
| --- | -- | ----------------- | --------------- | ------------------------------------------ | ----- | ----------------- | ------ |
| 1   | 35 | Rudolf Caracciola | Daimler-Benz AG | Mercedes-Benz Stromlinienwagen (W125-M125) | 7     | 32 min 29 s 3     | 2      |
| 2   | 31 | Bernd Rosemeyer   | Auto Union      | Auto Union Type C-Streamline               | 7     | + 0 s 7           | 1      |
| 3   | 8  | Ernst von Delius  | Auto Union      | Auto Union Type C                          | 7     | + 7 s 9           | 3      |
| 4   | 38 | Richard Seaman    | Daimler-Benz AG | Mercedes-Benz W125                         | 7     | + 19 s 1          | 4      |
| 5   | 44 | Renato Balestrero | Privé           | Alfa Romeo Tipo B                          | 5     |                   | 6      |
| Np  | 39 | Goffredo Zehender | Daimler-Benz AG | Mercedes-Benz W25K-DAB                     |       | Voiture pas prête |        |

## Résultats de la deuxième manche

### Grille de départ
| 1re ligne | Pos. 2                                     | Pos. 1                          |
| --------- | ------------------------------------------ | ------------------------------- |
|           | Von Brauchitsch Mercedes-Benz 4 min 12 s 4 | Fagioli Auto Union 4 min 8 s 2  |
| 2e ligne  | Pos. 4                                     | Pos. 3                          |
|           | Hasse Auto Union 4 min 20 s 0              | Lang Mercedes-Benz 4 min 19 s 1 |
| 3e ligne  | Pos. 6                                     | Pos. 5                          |
|           | Soffietti Maserati                         | Hartmann Maserati               |

## Classement de la course
En gras, les pilotes qualifiés pour la manche finale. Les autres pilotes vont à la manche de repêchage.
| Pos | no | Pilote                  | Écurie          | Châssis                                    | Tours | Temps/Abandon | Grille |
| --- | -- | ----------------------- | --------------- | ------------------------------------------ | ----- | ------------- | ------ |
| 1   | 36 | Manfred von Brauchitsch | Daimler-Benz AG | Mercedes-Benz Stromlinienwagen (W25K-DAB)  | 7     | 31 min 29 s 3 | 2      |
| 2   | 34 | Rudolf Hasse            | Auto Union      | Auto Union Type C                          | 7     | + 21 s 1      | 4      |
| 3   | 37 | Hermann Lang            | Daimler-Benz AG | Mercedes-Benz Stromlinienwagen (W25K-M125) | 7     | + 21 s 7      | 3      |
| 4   | 47 | László Hartmann         | Privé           | Maserati 8CM                               | 6     | + 1 tour      | 5      |
| 5   | 48 | Luigi Soffietti         | Privé           | Maserati 8CM                               | 5     | + 2 tours     | 6      |
| Abd | 33 | Luigi Fagioli           | Auto Union      | Auto Union Type C-Streamline               |       | Transmission  | 1      |

- Légende: Abd.=Abandon

## Résultats de la manche finale

### Grille de départ
| 1re ligne | Pos. 2                        | Pos. 1                   |
| --------- | ----------------------------- | ------------------------ |
|           | Von Brauchitsch Mercedes-Benz | Caracciola Mercedes-Benz |
| 2e ligne  | Pos. 4                        | Pos. 3                   |
|           | Lang Mercedes-Benz            | Rosemeyer Auto Union     |
| 3e ligne  | Pos. 6                        | Pos. 5                   |
|           | Von Delius Auto Union         | Hasse Auto Union         |
| 4e ligne  | Pos. 8                        | Pos. 7                   |
|           | Hartmann Maserati             | Seaman Mercedes-Benz     |

## Classement de la course
| Pos | no | Pilote                  | Écurie          | Châssis                                    | Tours | Temps/Abandon     | Grille |
| --- | -- | ----------------------- | --------------- | ------------------------------------------ | ----- | ----------------- | ------ |
| 1   | 37 | Hermann Lang            | Daimler-Benz AG | Mercedes-Benz Stromlinienwagen (W25K-M125) | 8     | 35 min 30 s 2     | 4      |
| 2   | 32 | Ernst von Delius        | Auto Union      | Auto Union Type C                          | 8     | + 2 s 0           | 6      |
| 3   | 34 | Rudolf Hasse            | Auto Union      | Auto Union Type C                          | 8     | + 36 s 0          | 5      |
| 4   | 31 | Bernd Rosemeyer         | Auto Union      | Auto Union Type C-Streamline               | 8     | + 1 min 6 s 8     | 3      |
| 5   | 38 | Richard Seaman          | Daimler-Benz AG | Mercedes-Benz W125                         | 8     | + 1 min 20 s 0    | 7      |
| 6   | 47 | László Hartmann         | Privé           | Maserati 8CM                               | 6     | + 2 tours         | 8      |
| Abd | 35 | Rudolf Caracciola       | Daimler-Benz AG | Mercedes-Benz Stromlinienwagen (W125-M125) | 3     | Boîte de vitesses | 1      |
| Abd | 36 | Manfred von Brauchitsch | Daimler-Benz AG | Mercedes-Benz Stromlinienwagen (W25K-DAB)  | 0     | Boîte de vitesses | 2      |

- Légende: Abd.=Abandon.

## Pole position & Record du tour
- 1re manche :
  - Pole position : Bernd Rosemeyer en 4 min 9 s 2.
  - Record du tour : Bernd Rosemeyer en 4 min 11 s 2.
- 2e manche :
  - Pole position : Luigi Fagioli en 4 min 8 s 2.
  - Record du tour : Hermann Lang en 4 min 11 s 2 ou Manfred von Brauchitsch en 4 min 8 s.
- Manche finale :
  - Pole position : Rudolf Caracciola.
  - Record du tour : Bernd Rosemeyer en 4 min 17 s 4.